# 沖縄・北方対策庁
沖縄・北方対策庁（おきなわ・ほっぽうたいさくちょう）は、1970年5月1日から1972年5月14日まで存在した日本の中央省庁。沖縄県の本土復帰の準備業務のほか、北方領土問題についても所管していた。

## 沿革
- 1970年5月1日、沖縄・北方対策庁設置法（昭和45年法律第39号）に基づき、総理府の外局として沖縄・北方対策庁を設置。
  - 前年の佐藤・ニクソン会談により、1972年中に沖縄県が日本に返還されることが確実となったため、復帰関係事務を拡充させるための総理府の内部部局である特別地域連絡局を拡充改組して、非大臣庁（長官が官僚）として設置。
- 1972年5月15日、廃止。
  - 沖縄県の本土復帰と同時に沖縄開発庁が設置されたことに伴う措置。
  - 北方対策事務は総理府に新設された北方対策本部が承継。

## 組織構成
- 長官
- 内部部局
  - 総務部
  - 振興部
- 機関
  - 沖縄事務局（沖縄島那覇（当時の法律上の表記）に設置）

## 歴代長官[1]
- 山野幸吉：1970年5月1日 - 12月30日
- 岡部秀一：1971年1月8日 - 1972年5月15日

## 主要業務
- 沖縄復帰対策要綱の取りまとめ
- 沖縄の復帰に伴う特別措置に関する法律等、復帰時に必要な法案の取りまとめ
- 沖縄県の経済・社会の開発・発展に関する施策
- 本土・沖縄間の渡航事務
- 北方領土問題に関する事務
- 旧北方領土住民に対する援護措置